# Estação das Docas
A Estação das Docas é um complexo turístico-cultural e espaço multi-ambiente brasileiro criado no ano 2000 situado no bairro da Campina; inicialmente edificado em 1909 como Porto de Belém no município paraense de Belém (estado do Pará). Atualmente administrado pela Organização Social Pará 2000.

## História
A Estação foi resultado de um trabalho de restauração de três armazéns do antigo porto da capital paraense; que substituiu as precárias docas do Ver-o-Peso e Reduto, construído a partir de 1909 o primeiro trecho de 120 m de cais e um armazém de 2 mil m² em ferro inglês, exemplo da arquitetura característica da segunda metade de 1800 (século XIX), com máquina a vapor fornecendo energia aos equipamentos do local. Os guindastes externos foram fabricados nos Estados Unidos, no começo do século XX.  
A ruína do forte de São Pedro Nolasco (também conhecido como Baluarte de Nossa Senhora das Mercês) encontrada na Estação das Docas originalmente construído em 1665, para cooperar com o Forte do Castelo na defesa do núcleo inicial colonial da cidade, em uma zona rochosa na faixa de praia às margens da Baia do Guajará, de fronte ao convento dos Mercedários.
Foi destruído no movimento da Cabanagem, em 1825, e demolido em 1842 para a construção do porto de Belém e aterramento para criar a então rua do Imperador (atual Boulevard Castilhos França).  A ruína do forte foi revitalizado e transformado em anfiteatro na inauguração da Estação das Docas.
Anteriormente parte do Porto de Belém, a Estação da Docas foi inaugurada como complexo turístico em 13 de maio de 2000, em uma área que anteriormente apresentava altos índices de criminalidade e prostituição, revitalizando a área e transformando-a em um ponto de lazer regional com seus 500 metros de orla. 

## Características
O complexo congrega diversos aspectos, entre eles: gastronomia, cultura, moda e eventos. São 32 mil m² divididos em três armazéns e um terminal de passageiros, uma janela para Baía do Guajará e a ilha das onças.

### Divisões
- Armazém 1 Boulevard das Artes, cinema e teatro Maria Sylvia Nunes
- Armazém 2 Boulevard da Gastronomia
- Armazém 3 Boulevard das Feiras, Exposições, Museu do Porto de Belém
- Anfiteatro Forte de São Pedro Nolasco

### Museu do Porto de Belém
Em 1985, foi inaugurado o Museu do Porto de Belém, em um pequeno prédio construído em uma área contígua ao porto, no armazém 3 da Companhia das Docas do Pará (atual complexo da Estação das Docas), acessível através da Boulevard Castilhos França. A construção de um museu foi idealizado coronel Raul da Silva Moreira, então diretor-presidente do porto.
Seu acervo conta a história da navegação no estado do Pará, sendo composto de peças encontradas no decorrer da restauração do espaço por meio das escavações, entre outros, além de fotografias que contam a sua origem. Que foram juntadas por uma equipe de servidores liderada pelo historiador Dantas de Feitosa. 

### Forte São Pedro Nolasco
Esta fortificação portuguesa construida a partir de 1665 pelo ex-capitão-general da capitania do Pará Rui Vaz de Siqueira, para defesa do povoado colonial português Feliz Lusitânia (atual Belém do Pará), junto com o Forte do Castelo de Belém e o Reduto de São José.
No contexto da Guerra dos Cabanos, revolta popular-social que ocorreu na então Província do Grão-Pará entre 1835 e 1840, o forte sofreu grandes danos. Findo o conflito, quando se pretendeu construir um novo cais para o porto de Belém, era necessário ou a sua reconstrução ou demolição, o então presidente da Província, Bernardo de Sousa Franco, consultou o então Ministro da Guerra, José Clemente Pereira, que levou a matéria ao Imperador D. Pedro II (1840-1889), que optou por demolir os restos da estrutura em 1841.
Após demolição a região do forte foi aterrado, para criação da então rua do Imperador (atual Boulevard Castilhos França). Em 2000, a ruína do forte foi revitalizado e transformado no anfiteatro do complexo turístico Estação das Docas.

### Teatro Maria Sylvia Nunes
Este é um teatro governamental fundado em 2002. O nome do teatro foi dado em homenagem à professora e diretora teatral paraense Maria Sylvia Ferreira da Silva Nunes (1930-2020). A teatróloga foi a fundadora da atual Escola de Teatro e Dança da Universidade Federal do Pará em 1962 em parceria com o marido e escritor Benedito Nunes.